# San Pedro Orizaba
San Pedro Orizaba är en ort i Mexiko.   Den ligger i kommunen San Juan Bautista Lo de Soto och delstaten Oaxaca, i den sydöstra delen av landet, 300 km söder om huvudstaden Mexico City. San Pedro Orizaba ligger 85 meter över havet och antalet invånare är 423.
Terrängen runt San Pedro Orizaba är platt. Runt San Pedro Orizaba är det mycket glesbefolkat, med 6 invånare per kvadratkilometer. Närmaste större samhälle är Cuajinicuilapa de Santa Maria, 8,8 km väster om San Pedro Orizaba. Trakten runt San Pedro Orizaba består till största delen av jordbruksmark.